# Église du Sacré-Cœur de Calcutta
L’église du Sacré-Cœur (connue comme la ‘Dharamtola Church’) , est un édifice religieux catholique sis à Calcutta, en Inde. Construite de 1832 à 1834 comme église portugaise elle est devenue lieu de culte d’une importante communauté catholique de Calcutta.

## Histoire
La pierre de fondation porte la date du 12 février 1832. L’église fut consacrée et ouverte au culte le 30 mars 1834, jour de Pâques.  Construite pour la communauté catholique goano-portugaise de Calcutta l’église passe de la juridiction du 'Padroado' au vicariat apostolique du Bengale en 1844, lorsque le clergé goanais acceptant la bulle ‘Multa praeclare’ (1838) de Grégoire XVI, se rallie à la nouvelle juridiction ecclésiastique. 
Édifiée sur ‘Dharamtola street' (aujourd’hui ‘Lenin Sarani’) près d’un des carrefours les plus animés de la ville de Calcutta (Chowringhee-Dharamtola), l’église fut entièrement rénovée en 1971 par Mgr Eric Barber (qui y fut longtemps curé) et son espace intérieur fut divisé horizontalement, l’église occupant la partie supérieure de l’édifice. Une passerelle reliant la 'nouvelle' église à l’étage du presbytère fut également construite.  L'église fut reconsacrée le 3 octobre 1971. 
La partie inférieure, au rez-de-chaussée, est devenue une salle polyvalente pour diverses activités de la paroisse. Depuis la fin des années 1990 elle est entièrement occupée par la 'Goethals Memorial Clinic'. 

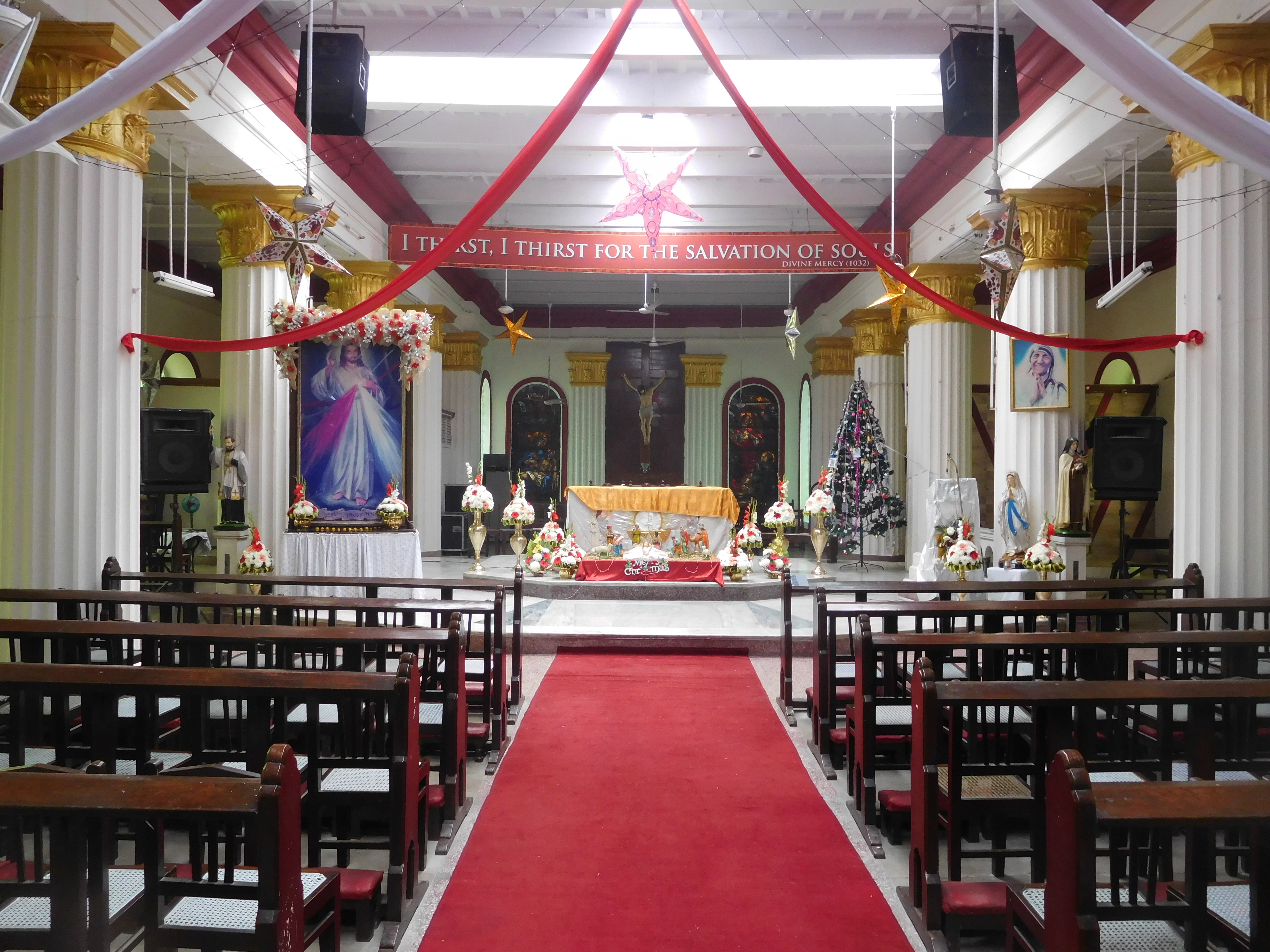
La nef de l'église du Sacré-Cœur

Quelques tablettes funéraires, telles celles d’Elisabeth de Souza (1815-1878) et Walter E. de Souza (1847-1897), rappellent la période portugaise de la paroisse. Au fond du sanctuaire on peut y voir également deux vitraux remarquables : la ‘Descente de croix’ (une piéta) et la ‘Révélation du Cœur du Christ à Marguerite-Marie Alacoque’.